# Давидовська сільська рада (Гомельський район)
Давидовська сільрада (біл. Давыдаўскі сельсавет) — колишня сільська рада на території Гомельського району Гомельської області Республіки Білорусь.

## Склад
Давидовська сільська рада охоплювала 4 населених пункти до свого скасування:
- Давидовка — село;
- Осовці — село;
- Сосновка — село;
- Уза — село.